# A15 (België)
De A15 (ook: Autoroute de Wallonie, al betreft die benaming meer de volledige E42) is een autosnelweg in België tussen Luik en Charleroi. De A15 loopt in oost-west-richting door Wallonië en vormt een deel van het traject van de E42 (La Dorsale). De snelweg start net voor het Luikse Bierset, waar de regionale vrachtluchthaven zich bevindt. Van daaruit loopt de weg ten noorden van Hoei, Namen en Charleroi en komt dus ook voorbij de andere Waalse (reizigers)luchthaven van Gosselies. Eindbestemming van de A15 is Houdeng, waar de weg aansluit op de A7/E19-E42.
De nummering van de afritten sluit aan bij die van de A7 : op de A15 is afrit nr. 20 (Houdeng) de laatste afrit voor de aansluiting te Houdeng en op de A7 is afrit nr. 21 (Le Roeulx) de eerste afrit erna.

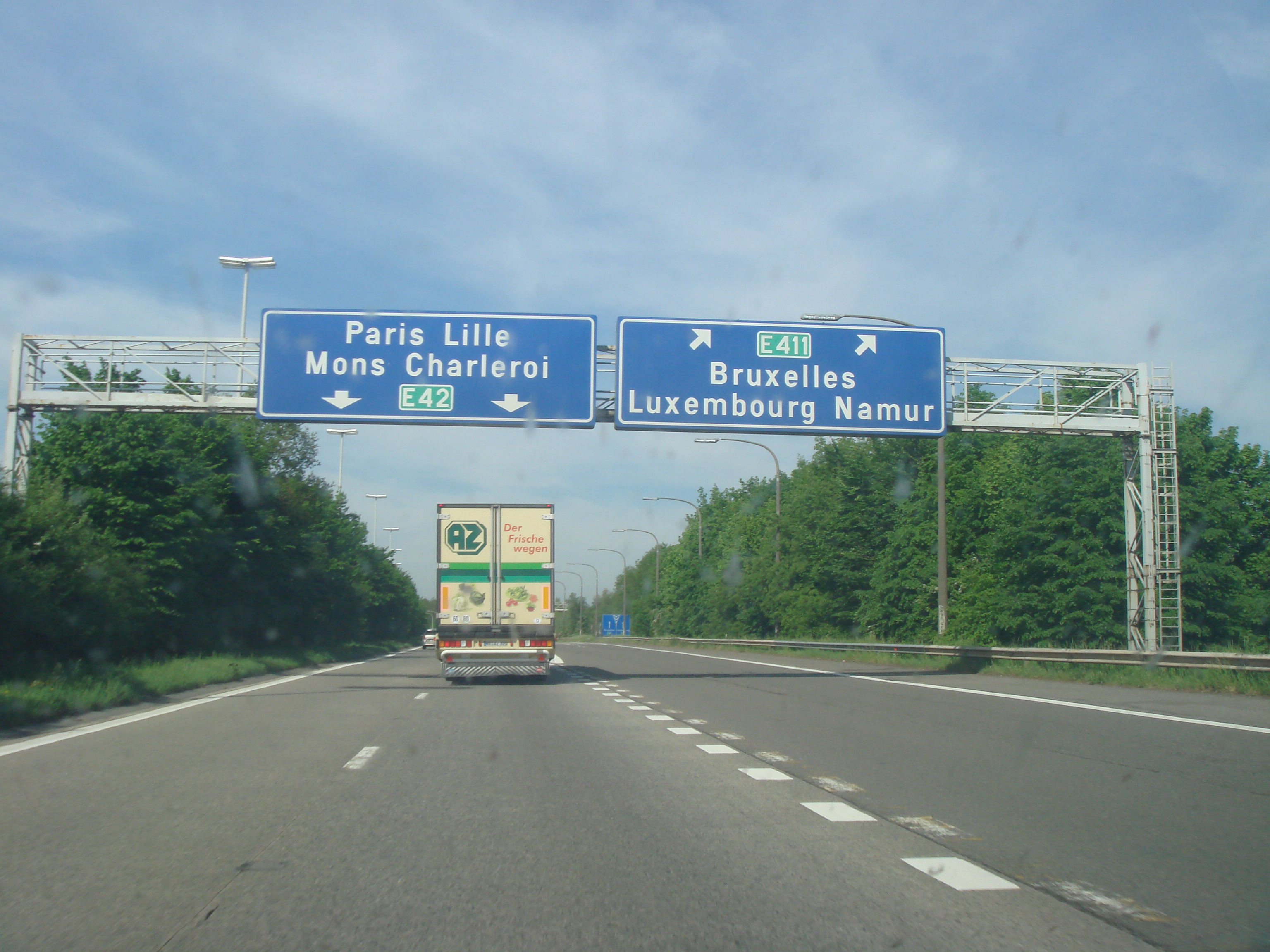
De A15 ter hoogte van het knooppunt Daussoulx